# Paisaje con Psique en el exterior del palacio de Cupido
Paisaje con Psique en el exterior del palacio de Cupido, también conocido como El castillo encantado, es un cuadro realizado por el pintor francés del Barroco Claudio de Lorena. Mide 87 cm de alto y 151 cm de ancho, y está pintado al óleo sobre lienzo. Data de 1664 y se encuentra en la National Gallery de Londres.

## Historia
Claudio de Lorena fue un pintor francés establecido en Italia. Perteneciente al período del arte Barroco, se enmarca en la corriente denominada clasicismo, dentro del cual destacó en la pintura de paisaje. En su obra reflejó un nuevo concepto en la elaboración del paisaje basándose en referentes clásicos —el denominado «paisaje ideal»—, que evidencia una concepción ideal de la naturaleza y del propio mundo interior del artista. Esta forma de tratar el paisaje le otorga un carácter más elaborado e intelectual y se convierte en el principal objeto de la creación del artista, la plasmación de su concepción del mundo, el intérprete de su poesía, que es evocadora de un espacio ideal, perfecto.
Este paisaje fue un encargo del príncipe Lorenzo Onofrio Colonna (1637-1689), príncipe de Paliano y condestable de Nápoles, para el que pintó otros ocho cuadros. Tras el fallecimiento de este en 1696 pasó a la familia Pallavicini. En 1720 estaba en París, en la casa Davenant. Posteriormente fue propiedad Chauncey de 1777 a 1790, Calonne hasta 1795, Toward hasta 1807, Porter hasta 1810 y Wells hasta 1848. En 1850 pasó a la National Gallery.
Filippo Baldinucci, biógrafo de Lorena, citaba este cuadro como Psique en la orilla del mar, y lo calificó de obra de «sorprendente belleza», no en vano es uno de los cuadros más famosos del pintor. El sobrenombre de El castillo encantado apareció por primera vez en un grabado de 1782, obra de Vivarès y Woollett.
Este cuadro formaba pareja (pendant) con Paisaje con Psique salvada del suicidio (1665, Wallraf-Richartz Museum, Colonia).

## Descripción

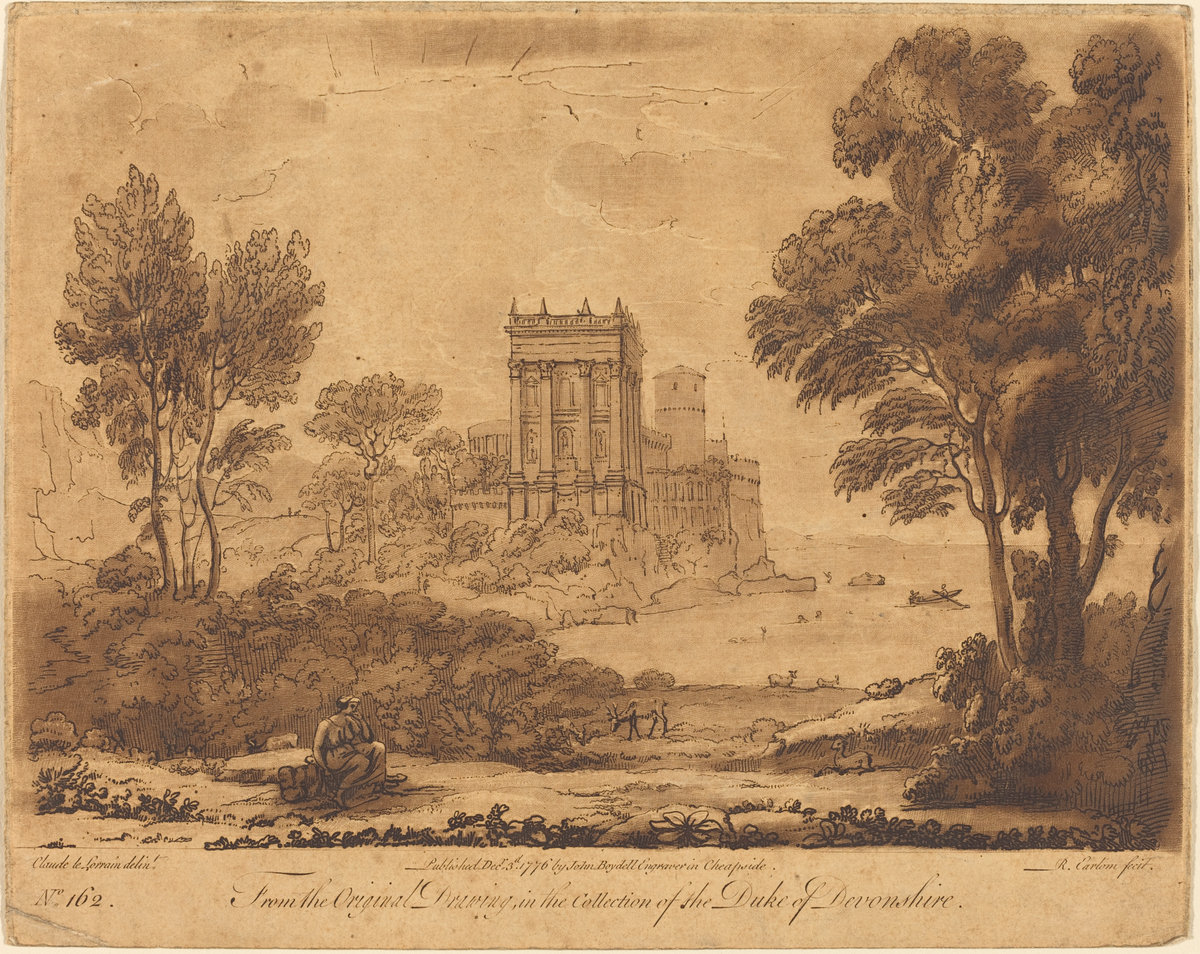
Dibujo 162 del Liber Veritatis de Claudio, correspondiente a este cuadro

Esta obra pertenece al período de madurez del artista. En los años 1660 Claudio abandona la severidad clasicista y se interna en un terreno más personal y subjetivo, reflejando un concepto de la naturaleza que algunos estudiosos califican de romántico avant-la-lettre.
Se trata de una escena mitológica, procedente de El asno de oro de Apuleyo. Cupido, dios romano del deseo amoroso, se enamoró de la bella mortal Psique, personificación del alma, pero la abandonó cuando esta le desobedeció, aunque finalmente acabaron juntos tras muchas peripecias. Sin embargo, la escena representada por Claudio no está identificada con ningún pasaje en concreto del mito clásico.
El paisaje domina la casi totalidad del lienzo. En primer término, en la parte inferior izquierda, aparece Psique sentada con un brazo apoyado en la rodilla y la cabeza sobre la mano, en actitud pensativa. Su figura está probablemente inspirada en los relieves de sarcófagos romanos. En el centro del cuadro aparece un imponente castillo, el palacio de Cupido; aunque se levanta sobre las rocas como una fortaleza medieval la fachada es de estilo renacentista, lo que le otorga un aire ecléctico que acentúa el aparente misterio que lo envuelve. Probablemente esté inspirado en el Palazzo Doria-Pamphili, de Alessandro Algardi. Entre el castillo y el alto árbol que domina el lado derecho del cuadro se ve el mar, confeccionado con tonos azules plateados. Este mar inspiró a John Keats los versos «peligrosos mares en espantosas y abandonadas tierras», de su Oda a un ruiseñor.
De esta obra existen dos dibujos preparatorios, conservados en la colección Alberman de Londres y en el Musée Condé de Chantilly. En ellos se constata que el palacio no estaba previsto en una primera concepción de la obra.
Esta obra figura en el Liber Veritatis (cuaderno de dibujos donde Claudio dejaba constancia de todas sus obras, para evitar las falsificaciones) con el número 162.